# ناحیه مندون (شهرستان آدامز، ایلینوی)
ناحیه مندون، شهرستان آدامز، ایلینوی (به انگلیسی: Mendon Township) یک منطقهٔ مسکونی در ایالات متحده آمریکا است که در شهرستان آدامز، ایلینوی واقع شده‌است. ناحیه مندون ۱٬۵۲۰ نفر جمعیت دارد و ۲۲۲ متر بالاتر از سطح دریا واقع شده‌است.